# 吴长纯
吳長純（1855年—1906年），字靜安，安徽廬州府廬江縣人，曾任清末新建陸軍軍官。淮軍將領吳長慶從弟。
光緒五年（1879年）武孝廉，後隨吳長慶部入朝鮮平定壬午兵變，吳長純在亂兵之中，率部找尋到失蹤的朝鮮閔妃，並辭謝了朝鮮高宗的二萬兩銀。1894年甲午戰爭時率部力戰，七次戰鬥皆捷，但力戰之後，戰袍、戰馬皆中彈，所部皆亡，以身免。
北洋新軍建立之後，成為步隊右翼第二營統帶，後改任武衛右軍第五鎮統制。